# Моштени (Валча)
Моштени (рум. Moșteni) насеље је у Румунији у округу Валча у општини Франчешти-Манастирени. Oпштина се налази на надморској висини од 263 m.

## Становништво
Према подацима из 2002. године у насељу је живело 506 становника, од којих су сви румунске националности.